# Rotterdam Open 2000 - Qualificazioni singolare
Le qualificazioni del singolare del Rotterdam Open 2000 sono state un torneo di tennis preliminare per accedere alla fase finale della manifestazione. I vincitori dell'ultimo turno sono entrati di diritto nel tabellone principale. In caso di ritiro di uno o più giocatori aventi diritto a questi sono subentrati i lucky loser, ossia i giocatori che hanno perso nell'ultimo turno ma che avevano una classifica più alta rispetto agli altri partecipanti che avevano comunque perso nel turno finale.
Le qualificazioni del torneo prevedevano 16 partecipanti di cui 4 sono entrati nel tabellone principale.

## Teste di serie
1. Jonas Björkman (Qualificato)
2. David Prinosil (Qualificato)
3. Adrian Voinea (Qualificato)
4. Christophe Rochus (primo turno)

1. Lionel Roux (primo turno)
2. Nicklas Kulti (ultimo turno)
3. Raemon Sluiter (ultimo turno)
4. Melvyn Op Der Heijde (primo turno)

## Qualificati
1. Jonas Björkman
2. David Prinosil

1. Adrian Voinea
2. Filip Dewulf

## Tabellone

### Legenda
| - Q = Qualificato - WC = Wild card - LL = Lucky loser | - ALT = Alternate - SE = Special Exempt - PR = Protected Ranking | - w/o = Walkover - r = Ritirato - d = Squalificato |

### Sezione 1
|  | Primo turno | Primo turno    | Primo turno    | Primo turno | Primo turno |  |  | Ultimo turno | Ultimo turno   | Ultimo turno | Ultimo turno | Ultimo turno |  |
|  |             |                |                |             |             |  |  |              |                |              |              |              |  |
|  | 1           | Jonas Björkman | Jonas Björkman | 6           | 7           |  |  |              |                |              |              |              |  |
|  |             | Sandon Stolle  | Sandon Stolle  | 4           | 5           |  |  | 1            | Jonas Björkman | 6            | 5            | 7            |  |
|  | 7           | Raemon Sluiter | Raemon Sluiter | 6           | 6           |  |  | 7            | Raemon Sluiter | 2            | 7            | 63           |  |
|  |             | Bernardo Mota  | Bernardo Mota  | 2           | 1           |  |  |              |                |              |              |              |  |

### Sezione 2
|  | Primo turno | Primo turno          | Primo turno        | Primo turno | Primo turno |  |  | Ultimo turno | Ultimo turno         | Ultimo turno         | Ultimo turno | Ultimo turno |  |
|  |             |                      |                    |             |             |  |  |              |                      |                      |              |              |  |
|  | 2           | David Prinosil       | David Prinosil     | 6           | 6           |  |  |              |                      |                      |              |              |  |
|  |             | Steven Randjelovic   | Steven Randjelovic | 4           | 4           |  |  | 2            | David Prinosil       | David Prinosil       | 6            | 6            |  |
|  |             | Melvyn Op Der Heijde | 3                  | 7           | 6           |  |  |              | Melvyn Op Der Heijde | Melvyn Op Der Heijde | 2            | 4            |  |
|  | 8           | Kevin Ullyett        | 6                  | 5           | 2           |  |  |              |                      |                      |              |              |  |

### Sezione 3
|  | Primo turno | Primo turno   | Primo turno   | Primo turno | Primo turno |  |  | Ultimo turno | Ultimo turno  | Ultimo turno  | Ultimo turno | Ultimo turno |  |
|  |             |               |               |             |             |  |  |              |               |               |              |              |  |
|  | 3           | Adrian Voinea | Adrian Voinea | 6           | 7           |  |  |              |               |               |              |              |  |
|  |             | Jan Hernych   | Jan Hernych   | 3           | 6(1)        |  |  | 3            | Adrian Voinea | Adrian Voinea | 6            | 6            |  |
|  |             | Lionel Roux   | Lionel Roux   | 7           | 6           |  |  |              | Lionel Roux   | Lionel Roux   | 3            | 3            |  |
|  | 5           | Wayne Arthurs | Wayne Arthurs | 64          | 4           |  |  |              |               |               |              |              |  |

### Sezione 4
|  | Primo turno | Primo turno       | Primo turno   | Primo turno | Primo turno |  |  | Ultimo turno | Ultimo turno  | Ultimo turno  | Ultimo turno | Ultimo turno |  |
|  |             |                   |               |             |             |  |  |              |               |               |              |              |  |
|  |             | Filip Dewulf      | 3             | 7           | 6           |  |  |              |               |               |              |              |  |
|  | 4           | Christophe Rochus | 6             | 5           | 1           |  |  |              | Filip Dewulf  | Filip Dewulf  | 6            | 6            |  |
|  | 6           | Nicklas Kulti     | Nicklas Kulti | 7           | 6           |  |  | 6            | Nicklas Kulti | Nicklas Kulti | 2            | 2            |  |
|  |             | Edwin Kempes      | Edwin Kempes  | 65          | 3           |  |  |              |               |               |              |              |  |